# Hunfalvy Pál
Hunfalvy Pál, (született Paul Hunsdorfer, Nagyszalók, 1810. március 12. – Budapest, 1891. november 30.) cipszer származású magyar kisnemes, jogász, etnológus, nyelvész, az 1848–1849-es szabadságharc idején parlamenti képviselő, az MTA tagja. A magyar nyelv finnugor eredetének elismertetője, a finnugor nyelvrokonság egyik bebizonyítója.

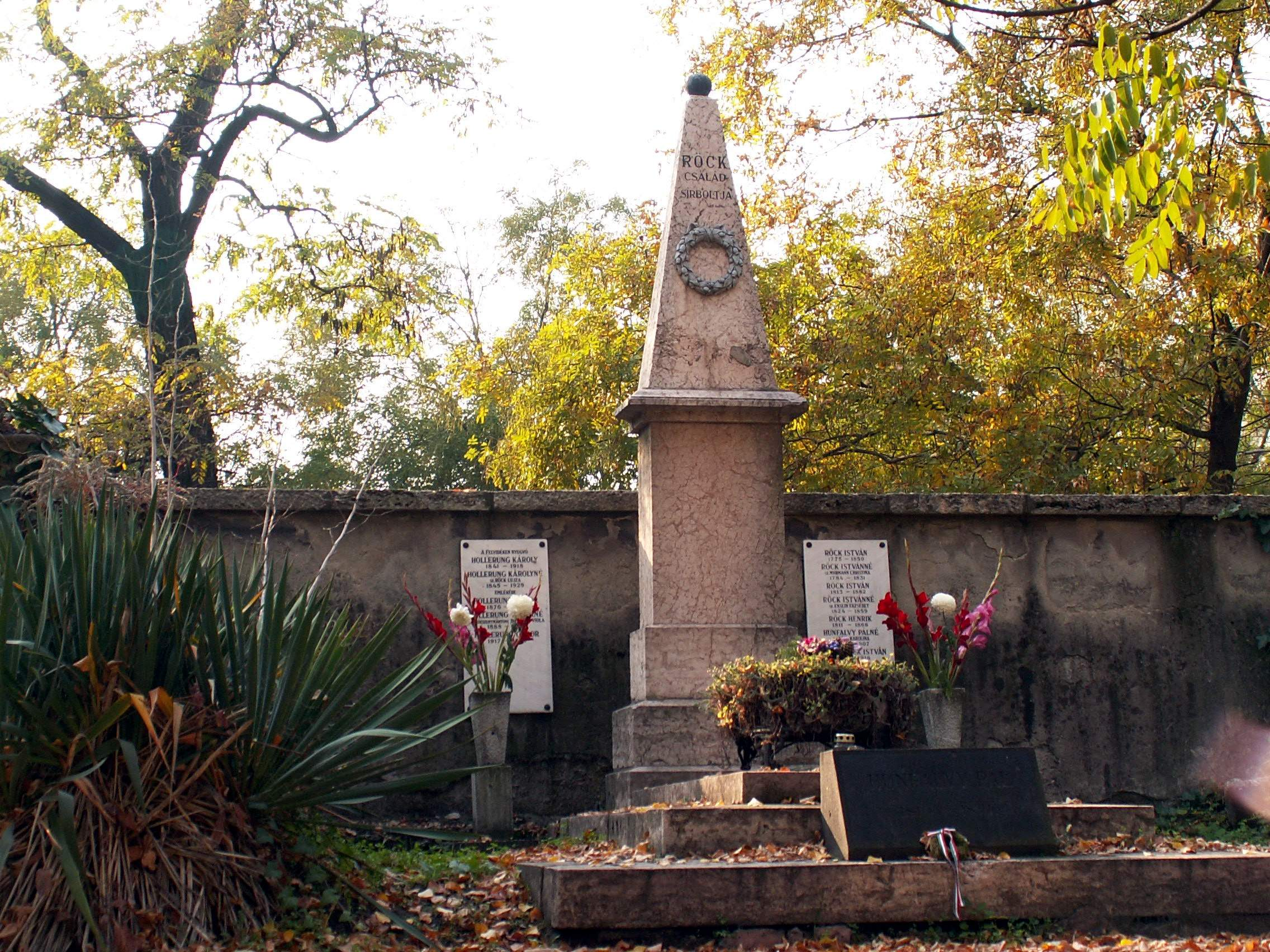
Sírja a Fiumei úti sírkertben

## Életpályája

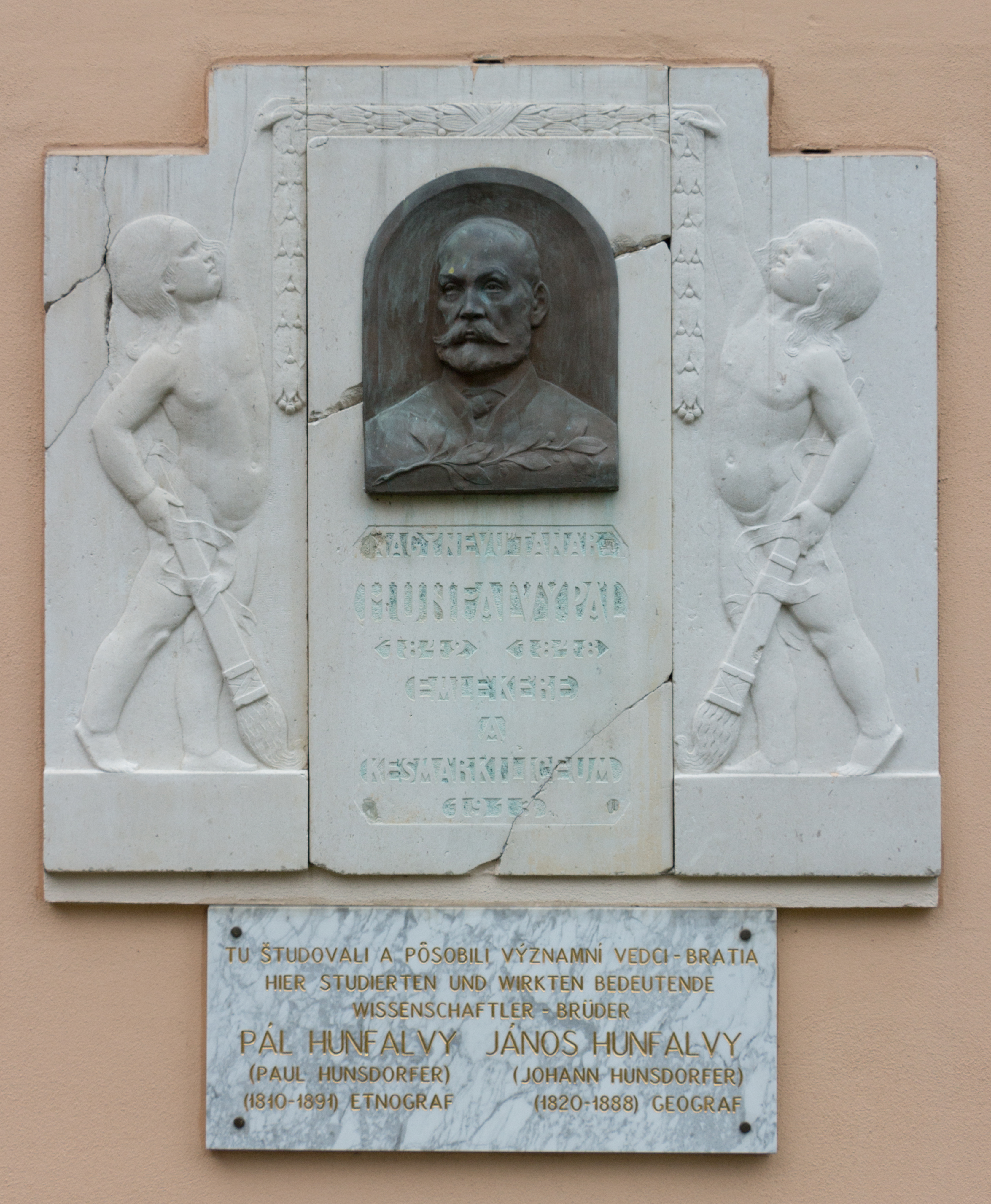
Emléktáblája a késmárki líceum falán

Hunfalvy János bátyja. Német anyanyelvű; magyarul csak később, tizenhat éves korától kezdett tanulni. Ennek ellenére később hivatalos papírjain a magyar nevét használta, naplóját 1834-től még német, majd 1836-tól többnyire magyar nyelven vezette.
Filozófiai, jogtudományi és teológiai tanulmányokat folytatott Miskolcon és Késmárkon. 1833-ban Podmaniczky Károly gyermekeinek nevelője lett. 1838-tól ügyvédi gyakorlatot folytatott.
1841-ben kérvényezte közös levélben a két Hunsdorfer testvér (Pál és a még eperjesi joghallgató János) Pest-Pilis és Solt vármegyénél, hogy a Hunfalvi családnevet vehesse fel. Az udvari kancellária 1842. február 17-én engedélyezte, azonban később ők maguk Hunfalvyra módosították, és az utókor is ez utóbbi írásmódot fogadta el.
1842-től a késmárki evangélikus főiskola jogtudománytanára, 1846-tól igazgatója. 1840-től foglalkozott nyelvészettel. Az 1848–49-es forradalom és szabadságharc idején a szepesszombati kerület képviselőként a Habsburgokkal való megbékélést sürgető, a trónfosztást ellenző Békepárt oldalán állt, de a magyar forradalom programját soha nem tagadta meg, a kormányt végig követte (Debrecen, Szeged, majd Arad), így a trónfosztást kimondó és a függetlenségi nyilatkozatot deklaráló debreceni országgyűlés jegyzője volt. Emiatt Haynau 1850. július 5-én  a debreceni magyar országgyűlés más, a Habsburgok trónfosztásában részt vett tagjával együtt halálra ítélte, ám az ítéleteket azonnal kegyelmi záradékkal látta el, és a képviselőket szabadon bocsátotta, illetve kegyelemben részesítette. (Az eljárás összesen 23 képviselőt érintett.)
Amnesztiája után, 1850. október 7-én habilitációját a Bach-rendszer kormányzata elutasította. A görög és a latin nyelv magántanárságáért folyamodó Hunfalvy beadványát Leo Thun birodalmi vallás- és közoktatásügyi miniszter arra hivatkozva utasította vissza, hogy a politikai helyzetre való tekintettel nem bízhatja az ifjúság nevelését megbízhatatlan, a forradalmi eseményekben kompromittált személyre.
Hunfalvy tudományos jelentősége a magyar nyelvtudomány intézményes kereteinek fejlesztésében, a magyar nyelv nyelvtörténeti kapcsolatainak vizsgálatában, a finnugor kapcsolat elsődlegességének elismertetésében áll. Mint sokakat, őt is foglalkoztatta a török nyelvekkel való rokonság, sőt a máig keringő elképzelések közül a sumer–magyar kapcsolat lehetőségét is elsőként vetette fel Magyarországon. Pályáját meghatározta az, hogy bekapcsolódott a finnugor nyelvek tanulmányozásába, a magyar és más finnugor nyelvek összefüggéseinek a 18. század óta folyó vizsgálatába. 1849–50 telén kezdett finnül tanulni. Toldy Ferenc (az Akadémia titkára) segítségével 1851-ben az Akadémia könyvtárosa lett, ez biztosította kutatómunkája anyagi és intézményes hátterét. Ezt a tisztséget haláláig betöltötte. Szintén Toldy közvetítésének volt köszönhető, hogy 1851-ben megismerkedett Reguly Antallal, 1857–58-ban segített vogul anyagának rendezésében. Ő hívta az indoeurópai nyelvtörténet szakértőjét, Budenz Józsefet 1858-ban Göttingenből Pestre, hogy tanulmányozza a finnugor nyelveket, és 1861-ben állást is szerzett számára az Akadémia könyvtárában.
1861-ben, illetve 1865 és 1867 között képviselőházi tag, ettől kezdve a felsőház (vagy főrendi ház) tagja. 1869-ben a Balti-tenger környékén tett tanulmányutat. Az 1870-es, 80-as években nyelvtörténeti érdeklődése etnológiai irányba szélesedett, a nyelvrokonság mellett az etnikai csoportok eredetét, összefüggéseit is kutatta. Az 1880-as években a román nép és nyelv történetén dolgozott, egyebek mellett a dák–római folytonosság elméletet  is tételesen cáfolva.
Megalapította az első magyar nyelvészeti szakfolyóiratot Magyar Nyelvészet címen (1856-1861), majd 1862-ben ennek utódát, a mai napig működő Nyelvtudományi Közleményeket, melynek 1878-ig szintén szerkesztője volt.
Megtanult finnül, és már 1861-ben egyértelművé tette, hogy az eredetkutatásoknak a finn nyelv irányába kell mutatniuk. Ugyanebben az évben maga mellé vette Budenzet, akinek feladata volt, hogy találja meg az indoeurópai nyelvészet mintájára létrehozott rekonstruált ősszavak segítségével a finn kapcsolatot.
Hunfalvy jelentős szerepet játszott az „ugor–török háborúban”. Vámbéry Ármin magyar–türk rokonság tárgyában írott első nagyobb munkája, a „Magyar és török-tatár szóegyezések” című, 1869–70 során megjelent mű szolgáltatta az ugor–török háború kitörésének okát. Vámbéry azt állította, hogy a türk nyelvek és a magyar közti szerinte nagyszámú hasonlóság e nyelvek és népek közös ázsiai eredetére mutat. E tárgyban írott munkái hosszan elhúzódó, gyakran durva hangvételű tudományos és közéleti vitát robbantottak ki Magyarországon. A magyar nép és nyelv finnugor eredetét végérvényesen bebizonyító Budenz József és követői komoly kritikákat fogalmaztak meg Vámbéry elméletével kapcsolatban, és egyértelművé tették, hogy megkérdőjelezhető Vámbéry tudományos szavahihetősége. Hunfalvy e vitában az ugor oldal mellett foglalt állást. A vitához való legfontosabb hozzájárulása „Magyarország ethnographiája” című, 1876-ban megjelent összefoglaló munkája, amely kiszélesítette az ugor–török háború harcvonalát. Ebben a munkában a szerző kiemeli a nyelv és nemzet közti igen erős kapcsolatot (48. o.), és a nyelvrokonság kérdését a néprokonság kontextusában tárgyalja.
Nyelvészeti szempontból megfigyelései és érvei általában ma is megállják a helyüket. Nem pusztán egyes szavak közötti kapcsolatokra hívja fel a figyelmet, hanem rendszeres hangtani változásokat is figyelembe vesz, és nyelvtani szerkezetek közötti összefüggéseket is kimutat. Például a magyarban a tárgyas és a tárgyatlan ragozás között meglevő különbségről szólva említi, hogy ez a finnben nem található meg, viszont a finnugor nyelvcsalád ugor ágában jellemző (237. o.), tehát a magyar nyelvnek a finnugoron belül az ugor ághoz tartozását mutatja.
Hunfalvy együtt tárgyalta a néprokonság és nyelvrokonság kérdését, a két kérdést gyakorlatilag oszthatatlannak tartotta. Egy helyütt pl. így fogalmaz: „…a nemzetek ethnikai eredetét az illető nyelv eredetével kell egynek tartani. Ugyde a nyelv támadására [azaz: keletkezésére] egy helyet kell elfogadni, a hol idegen hatásoktól menten és csak rokon hatásoktól környezve, határozott, többé el nem mosódható jellemre fejlődhetett.” (Hunfalvy Pál: Ugor vagy török–tatár eredetű-e a magyar nemzet? Értekezések a Nyelv- és Széptudományok köréből XI/I. [1882], Budapest, 1883. 35.) A Magyarország ethnographiája is ennek a felfogásnak a jegyében íródott. A könyvben Hunfalvy pl. feltételezi, hogy a hunok finnugorok voltak (122. o.), megkérdőjelezi a geszták hitelét és eredetét (295. o.), és arra a következtetésre jut, hogy a hunok, bolgárok és avarok mind ugorok voltak (393. o.). Etnográfiai gondolkodása osztja a kor magyar nacionalizmusának előfeltevéseit. Megjegyzi például, hogy a zsidók jóval szaporábbak más népeknél, így gyorsan növekvő lélekszámuk valódi veszélyt jelent a nemzet számára (420. o.), és hangsúlyozza, mennyire fontos és élenjáró szerepet játszottak a németek a magyar műveltség és gazdaság fejlődésében (424. o.).

## Utóélete
Hunfalvy jelentőségét mi sem jelzi jobban, mint hogy személye és nézetei a mai napig viták és konteók tárgyát képezik. Az őt támadók szerint érdemi érvek helyett csak az akadémiai poszt tekintélyét használta fel. A Hollandiában élő Marácz László ezekkel a szavakkal támadta Hunfalvyt: „Azt a tényt, hogy a »finnek« nyerték meg az ugor–török háborút, alig lehet tudományos érdemnek nevezni. Lényegében annak volt köszönhető, hogy Hunfalvy és tábora a Bach-korszakban hatalomra került a Magyar Tudományos Akadémián.” Ezt az elterjedt vádat cáfolják tények. Az 1848–49-es működéséért bujdosásra kényszerült és halálra ítélt, akadémiai rendes taggá Arany Jánossal egy időben megválasztott, az 1861-es, Ferenc József által feloszlatott országgyűlésben ismét szerepet vállaló Hunfalvy nem volt a rendszer kiszolgálója, a finnugor nyelvészet pedig nem volt a rendszer eszköze: 1864-ben éppen a Helytartótanács akadályozta meg a pesti egyetemen létrehozandó önálló finnugor tanszék felállítására tett javaslatot. A Hunfalvy személye köré gyártott, mindenféle forrást nélkülöző konteók egyike Bálint Gábor nyelvészről szól. Őt említi Arany János 1878-ban írt Budenzhez című bökversében: „Igazi vasfejű székely a Bálint: Nem arra megy, amerre Hunfalvy Pál int.” Az említett Bálint Szentkatolnai Bálint Gábor nyelvész, aki 1879-ben személyes konfliktusai miatt elhagyta az országot. A Hunfalvyval szemben megfogalmazott állítás, miszerint elégette volna Szentkatolnai Bálint Gábor gyűjteményét, kései toposz, és megtörténte nem igazolható.

## Művei
- Aristoteles Poetikája, Pest, 1842
- Egy vogul monda, Pest, 1859

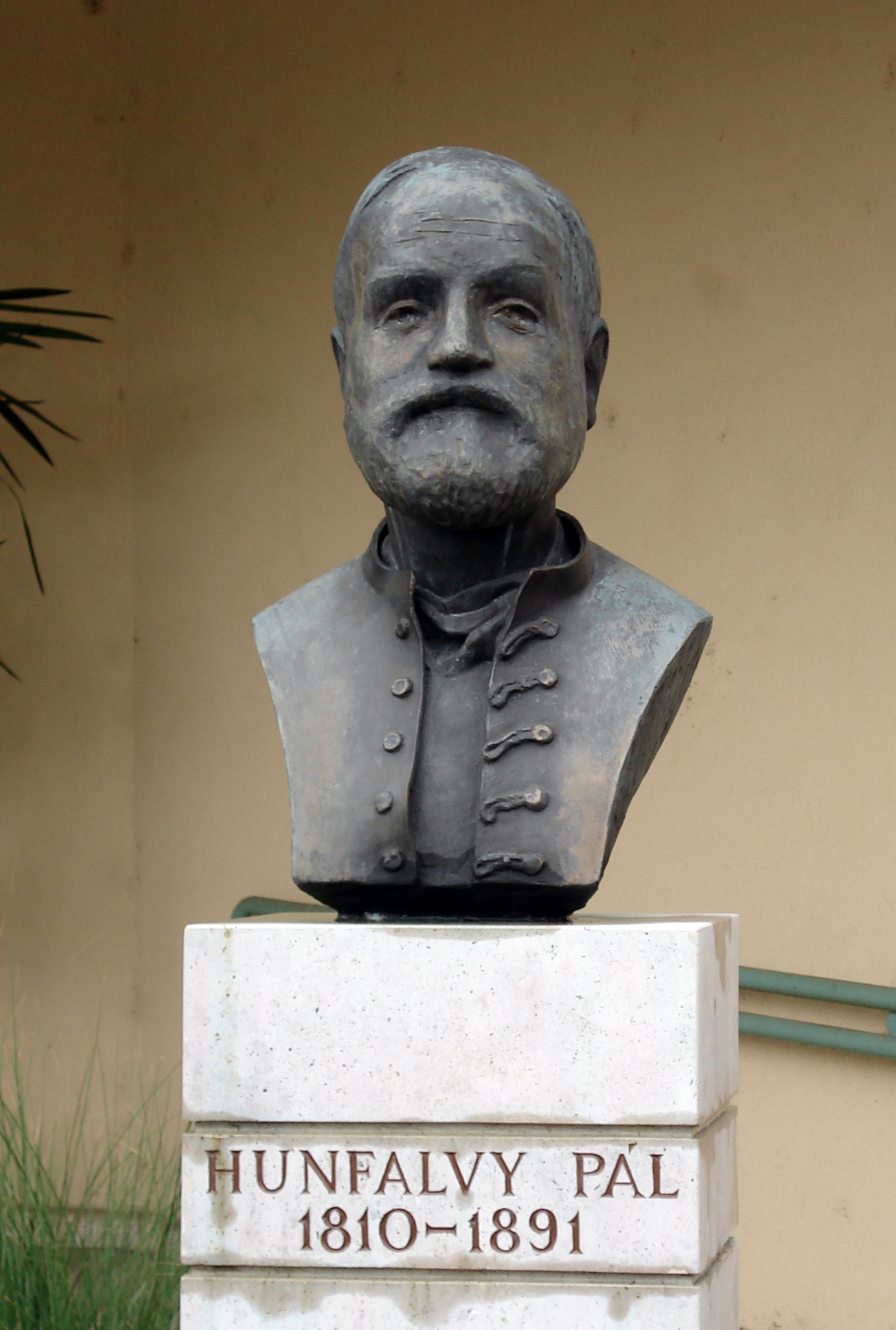
Hunfalvy Pál szobra Szanyi Péter alkotása a Diósgyőri Gimnázium főbejáratánál (Miskolc, Diósgyőr)

- Finn olvasókönyv. Első kötet. Finn olvasmányok a finn nyelvet tanulók számára. Pest, 1861
- Reguly Antal hagyományai I. Vogul föld és nép. Pest, 1864
- Utazás a Balt-tenger vidékein I–II. Pest, 1871
- Kondai vogul nyelv. A' Popov fordításának alapján. Pest, 1872
- Északi osztják nyelv. Vologodszki fordításainak és orosz–osztják szótárának alapján, tekintettel mind Castrén déli osztják grammatikájára, mind a Reguly hozta szójegyzékre és eredeti osztják énekekre. Budapest, 1875
- Utazás a Balti-tenger vidékein, I–II. Budapest, 1875
- Jelentések : I. Az orientalistáknak Londonban 1874-ben tartott nemzetközi gyűléséről : II. A németországi philologok és tanférfiak 1874-ben Innsbruckban tartott gyűléséről, Budapest, 1875
- Ukkonpohár : a régi magyar jogi szokások egy töredéke, Budapest, 1879
- Magyarország ethnographiája, 1876
- Ugor vagy török-tatár eredetű-e a magyar nemzet? In: Értekezések a Nyelv- és Széptudományok köréből. XI. kötet (1883–84)
- A székelyekről, Budapest, 1880
- Die Ungarn oder Magyaren, Teschen, 1881
- A Magyar Tudományos Akadémia és a szómi Irodalmi Társaság, Budapest, 1881
- A Kún- vagy Petrarka-Codex és a kúnok, Budapest, 1881
- Emlékbeszéd Haberern Jonathan fölött, Budapest, 1881
- Nyelvtudomány és nyelvtanítás, Budapest, 1884
- A számlálás módjai és az év hónapjai, Budapest, 1884
- Hogyan csinálódik némely história? : pillantások a rumun történetírásra, Budapest, 1885
- Az aranyos-széki mohácsi nyelvemlékek, Budapest, 1890
- Az oláhok története, I–II. Budapest, 1894